# Yukar
Els Yukar (ユーカ ラ) són sagues ainu que formen una llarga tradició de la literatura oral en aquesta llengua. En els períodes de majors epopeies van ser realitzades per homes i dones; durant els segles XIX i a principis del XX, quan la cultura ainu ja estava de baixa, les dones foren generalment les més hàbils artistes intèrpretes i creadores.
Els contes tradicionals descriuen mons flotants amb "Ainu Mosir", o la terra dels humans (en contraposició a "Kamui Mosir" o la terra dels déus), que descansa a l'esquena d'un gran peix els moviments del qual causen els terratrèmols.
El Dr. Kyōsuke Kindaichi ha recollit Yukar i els ha traduït al japonès.
L'agost del 2006, el diari japonès Asashi Shimbun anuncià en un article que l'Organisme d'Afers Culturals (BUNKACHO) del Japó abandonaria el 2007 el finançament del projecte de traducció de Kan-Nari Nota Matsu (金成マツノート), que constarà de 92 històries Yukar traduïdes al Romaji amb el desè conte perdut i 49 contes sense traduir. Es diu que l'abandonament és a causa de la mort de l'activista ainu Shigeru Kayano el maig del 2006.
El 1999 un grup multi-nacional d'educadors i traductors iniciaren el projecte U-e-peker amb la intenció de traduir a l'anglès els contes ainu. S'han publicat ja en anglès dos llibres de Shigeru Kayano sota els títols de "The Ainu: A Story of Japan's Original People (Tuttle Publishing 2004)" i "The Ainu and the Fox (RIC Publications 2006)". Futurs projectes inclouen la publicació d'una versió il·lustrada de l'Ainu Shin'yōshū (アイヌ神謡集), una antologia de contes de la tradició oral dels ainu que foren transcrites i traduïdes al japonès per primera vegada per Chiri Yukie (1903-1922), la neboda de Kannari Matsu i la inestimable ajudant de Kindaichi fins a la seva mort a l'edat de 19 anys.
Potser l'únic llibre que fa una relació de les cançons èpiques dels ainu en anglès és "Songs of Gods, Songs of Humans: The Epic Tradition of the Ainu" de Donald L. Philippi. Philippi traduí 35 cançons èpiques, totes elles cantades per dones, la majoria d'Imekanu.